# Kamil Sieradzki
Kamil Aleksander Sieradzki (Siemianowice Śląskie, 11 de enero de 2002) es un deportista polaco que compite en natación, especialista en el estilo libre.
Ganó dos medallas de bronce en el Campeonato Mundial de Natación en Piscina Corta de 2024 y cuatro medallas de plata en el Campeonato Europeo de Natación de 2024.

## Palmarés internacional
| Campeonato Mundial en Piscina Corta | Campeonato Mundial en Piscina Corta | Campeonato Mundial en Piscina Corta | Campeonato Mundial en Piscina Corta |
| Año                                 | Lugar                               | Medalla                             | Prueba                              |
| ----------------------------------- | ----------------------------------- | ----------------------------------- | ----------------------------------- |
| 2024                                | Budapest (Hungría)                  | Medalla de bronce                   | 4 × 100 m libre                     |
| 2024                                | Budapest (Hungría)                  | Medalla de bronce                   | 4 × 50 m libre mixto                |
| Campeonato Europeo                  |                                     |                                     |                                     |
| Año                                 | Lugar                               | Medalla                             | Prueba                              |
| 2024                                | Belgrado (Serbia)                   | Medalla de plata                    | 4 × 100 m libre                     |
| 2024                                | Belgrado (Serbia)                   | Medalla de plata                    | 4 × 100 m estilos                   |
| 2024                                | Belgrado (Serbia)                   | Medalla de plata                    | 4 × 100 m libre mixto               |
| 2024                                | Belgrado (Serbia)                   | Medalla de plata                    | 4 × 200 m libre mixto               |